# Korunovační medaile Alžběty II.
Korunovační medaile Alžběty II. či Korunovační medaile královny Alžběty II. (anglicky Queen Elizabeth II Coronation Medal) je pamětní medaile založená roku 1953 při příležitosti oslav korunovace královny Alžběty II.

## Historie a pravidla udílení
Medaile byla založena roku 1953 při příležitosti oslav korunovace královny Alžběty II., která se konala dne 12. června 1953. Udělena byla členům královské rodiny a vybraným státním úředníkům a služebníkům královské domácnosti, ministrům, vládním úředníkům, starostům, státním zaměstnancům, úředníkům místních samospráv, příslušníkům britského námořnictva, armády, letectva a policie stejně jako příslušníkům těchto jednotek v dominiích. Také byla udělena členům expedice na Mount Everest, z nichž dva lidé dosáhli jeho vrcholu čtyři dny před korunovací.
Od vydání Korunovační medaile krále Jiřího V. v roce 1911 se stalo zvykem, že úředníci Spojeného království rozhodovali o celkovém počtu medailí, které budou v jednotlivých případech vyrobeny. Následně se celkový počet poměrově rozdělil mezi členské země Commonwealthu, území závislé na koruně a v majetku koruny. Udělení medaile konkrétním osobnostem pak bylo na uvážení orgánů místní samosprávy. Ty se mohly svobodně rozhodnout komu a na základě jakých kritérií budou medaile uděleny. Tento postup se aplikoval i při udílení Korunovační medaile Alžběty II.
Celkem bylo uděleno 138 214 medailí, které obdrželo mj. 11 561 Australanů a 12 500 Kanaďanů.

## Popis medaile
Autorem návrhu medaile byl anglický sochař Cecil Thomas. Medaile je stříbrná kulatého tvaru o průměru 31,7 mm (1,25 palce). Na přední straně je profilový portrét královny Alžběty II. Královna hledí doleva, je oblečena do pláště z hranostaje a má řetěz Podvazkového řádu a odznak Řádu lázně. Na zadní straně je královský monogram EIIR korunovaný velkou korunou . Kolem vnější okraje je nápis QUEEN ELIZABETH II CROWNED 2nd JUNE 1953.

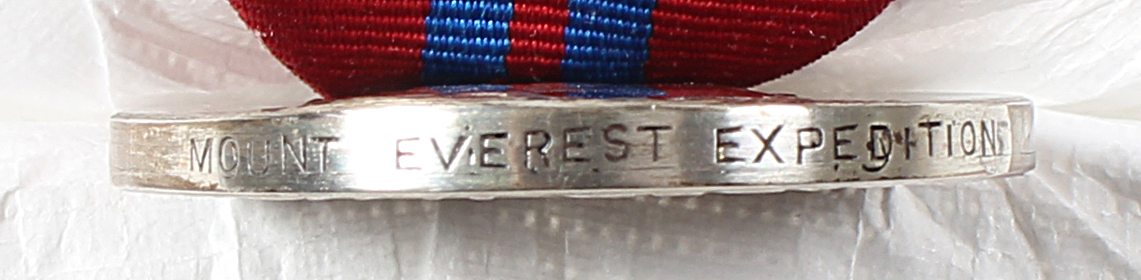
Medaile s nápisem na okraji Mount Everest Expedition

Stuha je tmavě červené barvy široká 32 mm (1,25 palce) s pruhy bílé barvy širokými 2 mm lemujícími oba okraje a dvěma úzkými tmavě modrými pruhy širokými 2 mm uprostřed, které leží od sebe ve vzdálenosti 1,6 mm. Dámy mohou medaili nosit poblíž svého levého ramene na stuze uvázané do mašle. Medaile byla udílena bez uvedení jména vyznamenaného s výjimkou 37 medailí určených pro členy britské expedice Edmunda Hillaryho na Mount Everest. Tyto medaile měly na okraji vyryt nápis MOUNT EVEREST EXPEDITION.